# Honda CBF-600
Honda CBF-600N je model motocyklu, vyvinutý firmou Honda. Řada motocyklů Honda CBF je určena především pro začátečníky. Motocykl má nastavitelná řídítka i sedlo, díky tomu je vhodná pro jezdce malých i velkých postav. Rám je původem z modelu Hornet, motor je kapalinou chlazený řadový čtyřválec z modelu Honda CBR 600 se sníženým výkonem. Kromě modelu N, což je klasický naháč, existuje i verze S s polokapotáží. Verze označené NA/SA jsou s ABS.
Jak je u značky Honda běžné, nemá motocykl v základu hlavní stojan, ale pouze "policajta", tedy stojan vedlejší, jenž je vybaven pojistkou proti rozjezdu s vysunutým stojánkem, kdy při zařazení rychlostního stupně přeruší zapalování motoru, který se vypne.

## Varianty kapotáže
Honda CBF-600N – klasický naháč
Honda CBF-600S – naháč s polokapotáží